# Intuit
Intuit é uma empresa americana de desenvolvimento de programas de computador, sediada em Mountain View, Califórnia. Especializada em software financeiro. Os produtos da Intuit incluem o aplicativo de preparação de impostos TurboTax, o aplicativo de finanças pessoais Mint, o programa de contabilidade para pequenas empresas QuickBooks, o serviço de monitoramento de crédito Credit Karma, e a plataforma de marketing por e-mail Mailchimp. A partir de 2019,mais de 95% de suas receitas e ganhos vêm de suas atividades nos Estados Unidos.